# Adriano Fida
Adriano Fida (Reggio Calabria, 9 settembre 1978 – Rosarno, 1º ottobre 2022) è stato un pittore italiano.

## Biografia
Si formò all'Accademia di Belle Arti di Reggio Calabria, influenzato dello stile caravaggesco, neoclassico e dei pittori fiamminghi. Studiò poi a Torino la tecnica dell'affresco, sotto la guida del maestro Silvano Gilardi, alias Abacuc (artista surrealista dei Surfanta), e fu scelto per la realizzazione del nuovo affresco all'interno del Museo d'arte contemporanea all'aperto di Maglione.
Espose in varie gallerie d'arte e per sei anni fu rappresentato e curato dalla galleria “Collezionando Gallery” di Roma. Presentò le sue opere anche alla Galleria L'Agostiniana di Piazza del Popolo con la mostra personale “IN-DIPENDENZE, vedere è sentire” e al MACRO di Roma con la personale “Mutazioni”, a Napoli al Castello Maschio Angioino con la mostra “Il Barocco tra Napoli e Parigi”, a Firenze nel Palazzo Medici Riccardi con la mostra “Contemporanea”, a Milano all'Affordable Art Fair.
Adriano Fida è morto prematuramente nel 2022, dopo una lunga malattia.

## La pittura
La poetica di Adriano Fida si basa sul fondamento ideologico che la forma debba esprimere,
attraverso l'immagine, tutte le manifestazioni peculiari dell'artista, siano esse dettate dalla
natura lirica o conoscitiva, lineare o costruttiva, significante o di significato, nell'intento di
collegare il linguaggio ai valori comparativi dei suoi contrari.
La tecnica è la peculiarità di Fida, ma la sua attenzione è catturata dai soggetti, dalla
ricerca e dal significato delle sue opere.